# Walentyna Salamacha
Walentyna Salamacha (ukrainisch Валентина Саламаха, wiss. Transliteration Valentyna Salamacha; * 23. April 1986 in Kirowohrad, Ukrainische SSR) – bekannt unter den Namen Valentyna Salamakha – ist eine ehemalige aserbaidschanisch-ukrainische Handballspielerin, die dem Kader der aserbaidschanischen Nationalmannschaft angehörte.

## Karriere

### Im Verein
Salamacha lief anfangs für den ukrainischen Erstligisten HK Motor Saporischschja auf. Nachdem die Torhüterin in der Saison 2007/08 für den aserbaidschanischen Erstligisten ABU Baku gespielt hatte, kehrte sie zu Motor zurück. Später wechselte sie zum ukrainischen Verein Saporischschja SDIA. Nachdem Salamacha in der Saison 2010/11 zwei Monate für den Verein aufgelaufen war, zog sie nach Deutschland. Hier lebte sie in Düsseldorf. Dort wurde sie von Bayer 04 Leverkusen zum Training eingeladen. Als Salamacha ihr Visum verlängert hatte, erhielt sie für die Saison 2011/12 ein Vertragsangebot von Leverkusen.
Salamacha lief insgesamt vier Spielzeiten für Leverkusen in der Bundesliga auf. Im Sommer 2016 wechselte sie zum ungarischen Erstligisten Siófok KC. Ein Jahr später schloss sie sich dem deutschen Bundesligisten SG BBM Bietigheim an. Mit Bietigheim gewann sie in den Jahren 2017 und 2019 die deutsche Meisterschaft sowie 2021 den DHB-Pokal. In der Saison 2016/17 stand sie mit Bietigheim im Finale des EHF-Pokals, das gegen die russische Mannschaft von GK Rostow am Don verloren wurde. Nach der Saison 2020/21 wechselte sie zum rumänischen Erstligisten CS Gloria 2018 Bistrița-Năsăud. Im Sommer 2022 schloss sie sich dem deutschen Bundesligisten Sport-Union Neckarsulm an. Nach der Saison 2023/24 beendete sie ihre Karriere.

### In Auswahlmannschaften
Salamacha nahm mit der ukrainischen Beachhandballnationalmannschaft an der Beachhandball-Europameisterschaft 2007 teil. Das Turnier schloss die Ukraine auf dem achten Platz ab. Nachdem Salamacha die aserbaidschanische Staatsangehörigkeit angenommen hatte, lief sie für die aserbaidschanische Nationalmannschaft auf.